# Augustin Berthe
Pour les articles homonymes, voir Berthe.
Auguste Jean Baptiste Berthe dit Augustin Berthe, né le 15 août 1830 à Merville et mort le 22 novembre 1907 à Rome, est un prêtre catholique français, missionnaire et prédicateur membre de la Congrégation du Très Saint Rédempteur.

## Biographie
Professeur de rhétorique, recteur de diverses maisons rédemptoristes en France, il est nommé avocat général de la Congrégation à Rome où il finira sa vie. Il a écrit de nombreux articles et ouvrages, traduits en plusieurs langues, en particulier une biographie de Garcia Moreno, président de l’Équateur dont il fut le secrétaire.

## Œuvres
- Récits bibliques, Impr. de Notre-Dame-des-Prés (1887)
- Garcia Moreno, le héros martyr. Édition abrégée, Retaux-Bray (1890), rééd. Society of St. Pius X, (janvier 2015)
- Istoriou tennet euz ar Skritur-Sakr (1892)
- Jésus-Christ, sa vie, sa passion, son triomphe (1902), rééd. France-Empire (2013), rééd. Kontre Kulture (novembre 2015)
- Les Récits bibliques. Jéhovah et son peuple depuis Adam jusqu'à Jésus-Christ. 2e édition (1907)
- Jehovah et son peuple depuis Adam jusqu'à Jésus-Christ, tome 2 - Les récits bibliques, Librairie de la Sainte Famille (1919)
- Saint Alphonse de Liguori, 1696-1787. Édition abrégée, Téqui (1939)